# China Open 2009 - Qualificazioni singolare femminile
Le qualificazioni del singolare femminile del China Open 2009 sono state un torneo di tennis preliminare per accedere alla fase finale della manifestazione. I vincitori dell'ultimo turno sono entrati di diritto nel tabellone principale. In caso di ritiro di uno o più giocatori aventi diritto a questi sono subentrati i lucky loser, ossia i giocatori che hanno perso nell'ultimo turno ma che avevano una classifica più alta rispetto agli altri partecipanti che avevano comunque perso nel turno finale.
Le qualificazioni del torneo China Open  2009 prevedevano 32 partecipanti di cui 8 sono entrati nel tabellone principale.

## Teste di serie
1. Kateryna Bondarenko (Qualificata)
2. Shahar Peer (Qualificata)
3. Melinda Czink (Qualificata)
4. Melanie Oudin (primo turno)
5. Jaroslava Švedova (Qualificata)
6. Andrea Petković (primo turno)
7. Urszula Radwańska (Qualificata)
8. Sania Mirza (primo turno)

1. Ol'ga Govorcova (Qualificata)
2. Jill Craybas (primo turno)
3. Tat'jana Puček (primo turno)
4. Vania King (ultimo turno)
5. Galina Voskoboeva (ultimo turno)
6. Alla Kudrjavceva (Qualificata)
7. Angela Haynes (primo turno)
8. Sheng-Nan Sun (primo turno)

## Qualificati
1. Kateryna Bondarenko
2. Shahar Peer
3. Melinda Czink
4. Ol'ga Govorcova

1. Jaroslava Švedova
2. Alla Kudrjavceva
3. Urszula Radwańska
4. Chun-Mei Ji

## Tabellone

### Legenda
| - Q = Qualificato - WC = Wild card - LL = Lucky loser | - ALT = Alternate - SE = Special Exempt - PR = Protected Ranking | - w/o = Walkover - r = Ritirato - d = Squalificato |

### Sezione 1
|  | Primo turno | Primo turno            | Primo turno            | Primo turno | Primo turno |  |  | Ultimo turno | Ultimo turno        | Ultimo turno        | Ultimo turno | Ultimo turno |  |
|  |             |                        |                        |             |             |  |  |              |                     |                     |              |              |  |
|  | 1           | Kateryna Bondarenko    | Kateryna Bondarenko    | 6           | 6           |  |  |              |                     |                     |              |              |  |
|  |             | Virginia Ruano Pascual | Virginia Ruano Pascual | 3           | 2           |  |  | 1            | Kateryna Bondarenko | Kateryna Bondarenko | 6            | 6            |  |
|  |             | Chanelle Scheepers     | Chanelle Scheepers     | 6           | 6           |  |  |              | Chanelle Scheepers  | Chanelle Scheepers  | 3            | 2            |  |
|  | 10          | Jill Craybas           | Jill Craybas           | 2           | 4           |  |  |              |                     |                     |              |              |  |

### Sezione 2
|  | Primo turno | Primo turno        | Primo turno        | Primo turno | Primo turno |  |  | Ultimo turno | Ultimo turno | Ultimo turno | Ultimo turno | Ultimo turno |  |
|  |             |                    |                    |             |             |  |  |              |              |              |              |              |  |
|  | 2           | Shahar Peer        | 4                  | 6           | 6           |  |  |              |              |              |              |              |  |
|  |             | Kai-Chen Chang     | 6                  | 4           | 2           |  |  | 2            | Shahar Peer  | 2            | 6            | 6            |  |
|  | 12          | Vania King         | Vania King         | 6           | 6           |  |  | 12           | Vania King   | 6            | 0            | 4            |  |
|  |             | Katarina Srebotnik | Katarina Srebotnik | 4           | 4           |  |  |              |              |              |              |              |  |

### Sezione 3
|  | Primo turno | Primo turno       | Primo turno       | Primo turno | Primo turno |  |  | Ultimo turno | Ultimo turno      | Ultimo turno      | Ultimo turno | Ultimo turno |  |
|  |             |                   |                   |             |             |  |  |              |                   |                   |              |              |  |
|  | 3           | Melinda Czink     | 610               | 6           | 6           |  |  |              |                   |                   |              |              |  |
|  |             | Natalie Grandin   | 7                 | 1           | 4           |  |  | 3            | Melinda Czink     | Melinda Czink     | 6            | 6            |  |
|  | 13          | Galina Voskoboeva | Galina Voskoboeva | 6           | 6           |  |  | 13           | Galina Voskoboeva | Galina Voskoboeva | 1            | 3            |  |
|  |             | Hsieh Su-wei      | Hsieh Su-wei      | 2           | 2           |  |  |              |                   |                   |              |              |  |

### Sezione 4
|  | Primo turno | Primo turno     | Primo turno     | Primo turno | Primo turno |  |  | Ultimo turno | Ultimo turno    | Ultimo turno    | Ultimo turno | Ultimo turno |  |
|  |             |                 |                 |             |             |  |  |              |                 |                 |              |              |  |
|  |             | Alexa Glatch    | 2               | 7           | 6           |  |  |              |                 |                 |              |              |  |
|  | 4           | Melanie Oudin   | 6               | 5           | 3           |  |  |              | Alexa Glatch    | Alexa Glatch    | 4            | 3            |  |
|  | 9           | Ol'ga Govorcova | Ol'ga Govorcova | 6           | 6           |  |  | 9            | Ol'ga Govorcova | Ol'ga Govorcova | 6            | 6            |  |
|  |             | Yi-Fan Xu       | Yi-Fan Xu       | 4           | 1           |  |  |              |                 |                 |              |              |  |

### Sezione 5
|  | Primo turno | Primo turno               | Primo turno               | Primo turno | Primo turno |  |  | Ultimo turno | Ultimo turno      | Ultimo turno      | Ultimo turno | Ultimo turno |  |
|  |             |                           |                           |             |             |  |  |              |                   |                   |              |              |  |
|  | 5           | Jaroslava Švedova         | Jaroslava Švedova         | 6           | 6           |  |  |              |                   |                   |              |              |  |
|  |             | Chen Liang                | Chen Liang                | 0           | 1           |  |  | 5            | Jaroslava Švedova | Jaroslava Švedova | 6            | 6            |  |
|  |             | Sheng-Nan Sun             | Sheng-Nan Sun             | 6           | 7           |  |  |              | Sheng-Nan Sun     | Sheng-Nan Sun     | 3            | 2            |  |
|  | 16          | Michelle Larcher De Brito | Michelle Larcher De Brito | 1           | 65          |  |  |              |                   |                   |              |              |  |

### Sezione 6
|  | Primo turno | Primo turno            | Primo turno      | Primo turno | Primo turno |  |  | Ultimo turno | Ultimo turno           | Ultimo turno           | Ultimo turno | Ultimo turno |  |
|  |             |                        |                  |             |             |  |  |              |                        |                        |              |              |  |
|  |             | Nuria Llagostera Vives | 6                | 2           | 3           |  |  |              |                        |                        |              |              |  |
|  | 6           | Andrea Petković        | 3                | 6           | 0r          |  |  |              | Nuria Llagostera Vives | Nuria Llagostera Vives | 1            | 0            |  |
|  | 14          | Alla Kudrjavceva       | Alla Kudrjavceva | 6           | 6           |  |  | 14           | Alla Kudrjavceva       | Alla Kudrjavceva       | 6            | 6            |  |
|  |             | Yi-Miao Zhou           | Yi-Miao Zhou     | 2           | 3           |  |  |              |                        |                        |              |              |  |

### Sezione 7
|  | Primo turno | Primo turno        | Primo turno       | Primo turno | Primo turno |  |  | Ultimo turno | Ultimo turno      | Ultimo turno | Ultimo turno | Ultimo turno |  |
|  |             |                    |                   |             |             |  |  |              |                   |              |              |              |  |
|  | 7           | Urszula Radwańska  | Urszula Radwańska | 6           | 6           |  |  |              |                   |              |              |              |  |
|  |             | Zi Yan             | Zi Yan            | 1           | 2           |  |  | 7            | Urszula Radwańska | 6            | 3            | 6            |  |
|  |             | Tat'jana Puček     | 7                 | 3           | 6           |  |  |              | Tat'jana Puček    | 1            | 6            | 0            |  |
|  | 11          | Viktorija Kutuzova | 6                 | 6           | 1           |  |  |              |                   |              |              |              |  |

### Sezione 8
|  | Primo turno | Primo turno          | Primo turno | Primo turno | Primo turno |  |  | Ultimo turno  | Ultimo turno  | Ultimo turno | Ultimo turno | Ultimo turno |  |
|  |             |                      |             |             |             |  |  |               |               |              |              |              |  |
|  |             | Chun-Mei Ji          | 6           | 2           | 6           |  |  |               |               |              |              |              |  |
|  | 8           | Sania Mirza          | 3           | 6           | 1           |  |  | Chun-Mei Ji   | Chun-Mei Ji   | 2            | 7            | 6            |  |
|  |             | Angela Haynes        | 4           | 6           | 6           |  |  | Angela Haynes | Angela Haynes | 6            | 5            | 2            |  |
|  | 15          | Anastasija Rodionova | 6           | 3           | 3           |  |  |               |               |              |              |              |  |